# Ротань (Крупський район)
Ротань (біл. вёска Ротань) — село в складі Крупського району Мінської області, Білорусь. Село є адміністративним центром Крупської сільської ради, розташоване в східній частині області.